# Elisabet Piper
Elisabet Augusta Piper, född Baker den 9 juli 1811, död den 15 oktober 1879, var en svensk grevinna och hovfunktionär.

## Biografi
Elisabet Piper var dotter till den brittiske amiralen Sir Thomas Baker och Sofia Augusta Ruuth och gifte sig 1836 med sin kusin, kammarherre greve Carl Erik Piper (1806–1875).
Elisabet Piper var statsfru hos drottning Desideria 1840–1850. Vid tronföljarens giftermål utnämndes hon 1850 till hovmästarinna hos kronprinsessan, Lovisa av Nederländerna, med Ottiliana Sparre af Söfdeborg och Ulrika Sprengtporten som hovfröknar. Hon fick avsked med titeln överhovmästarinna 1853 och efterträddes av Juliana Lovisa von Platen. Även efter att hon avslutade sin hovtjänst tillhörde hon de tongivande kretsarna vid hovet, och deltog till exempel vid en maskeradbal vid hovet 1866.
Mellan 1872 och 1879 var hon överhovmästarinna hos drottning Sofia. Drottning Sofia närvarade vid hennes dödsbädd 1879; Sofia var då själv nyfrälst och ägnade sig åt missionsarbete, och ska ha gett Piper en religiös väckelse på dödsbädden.
Elisabet Pipers efterlämnade handskriftssamling, med bland annat beskrivning av hovceremonielen under sin tjänstgöring, skänktes 1880 till Göteborgs museums handskriftssamling och 1892 till Göteborgs stadsbibliotek.
Makarna Piper är begravda på Solna kyrkogård.